# 小行星211
小行星211（211 Isolda）是一颗围绕太阳公转的小行星。1879年12月10日，約翰·帕利薩在普拉描述了此天体。
該小行星以《崔斯坦和伊索德》中的角色伊索德命名。
这颗小行星的绝对星等为7.89等。位于火星和木星之間的小行星帶。它被歸類為C型小行星，很可能由原始的富碳物質組成。

## 相关條目
- 小行星列表/10001-11000

## 外部連結
- Asteroid Lightcurve Database (LCDB) （页面存档备份，存于）, query form (info （页面存档备份，存于）)
- Dictionary of Minor Planet Names, Google books
- Discovery Circumstances: Numbered Minor Planets (10001)-(15000) （页面存档备份，存于） – Minor Planet Center
- 小行星211 at AstDyS-2, Asteroids—Dynamic Site
  - Ephemeris · Observation prediction · Orbital info · Proper elements · Observational info
- NASA JPL小天體瀏覽器上的小行星211

| 前一小行星： 小行星210 | 小行星列表 | 後一小行星： 小行星212 |